# Одіна (Юргінський район)
О́діна (рос. Одина) — присілок у складі Юргінського району Тюменської області, Росія.
Населення — 17 осіб (2010, 62 у 2002).
Національний склад станом на 2002 рік:
- росіяни — 89 %